# ＃WeThe15
「#WeThe15」（ハッシュタグ・ウィー・ザ・フィフティーン）は、世界人口の15％、つまり12億人にあたる障害のある人や障害のある可能性のある人を数として可視化することを目的とした世界的な人権運動キャンペーンとそれを示すハッシュタグ。また、「WeThe15」（ウィー・ザ・フィフティーン）は国際パラリンピック委員会（IPC）が2021年8月19日にYouTubeにて公開した動画及び2020年東京パラリンピック開閉会式で放映された映像の題名。

## 概要
共生社会の実現に向けて「多様性と調和」を掲げ、2021年に開催された2020年東京パラリンピックにあわせて発表、開始された、社会の人々の障害者への意識を変え、世界中の障害者への偏見や差別をなくすための試みとして、国際パラリンピック委員会をはじめとする障害者スポーツを推進する団体や障害者の権利を擁護する団体、また非政府組織（NGO）および政府間組織、国連機関を含む国際機関によって企画されたキャンペーンである。8月24日の開会式に合わせて、東京スカイツリー、レインボーブリッジ、東京都庁といった開催地、東京の建物だけでなく、アメリカ・ニューヨークのエンパイアステートビル、イタリア・ローマのコロッセオ、アメリカ・カナダ国境にあるナイアガラの滝、シンガポールのガーデンズ・バイ・ザ・ベイにあるスーパーツリーグローブやイギリスのロンドンにあるロンドン・アイなどの世界中の125か所以上のランドマークがシンボルカラーである紫色にライトアップされた。紫の円グラフのロゴは世界に12億人いるとされる「何らかの障害のある人」の世界人口における割合である15%を表すもの。ハッシュタグはTwitter等で用いられる。
国際パラリンピック委員会（IPC）のアンドリュー・パーソンズ会長は2020年東京パラリンピック開会式で以下のように述べている。
また、9月5日の閉会式でもこの運動にフォーカスが当てられ、イルミネーションや聖火の色をキャンペーンのシンボルカラーである紫色に変えるなどの演出を行った。閉会式のスピーチでもパーソンズ会長は次のようにして「#WeThe15」について触れている。

よりよい形での再建を目指す中 世界人口の１５％を 取り残すことは できないのです。アスリートの向こうには 大変すばらしい活躍をした 彼らの向こうには １２億人の障がい者たちがいます。彼らも、一市民として 共生社会で活動したいと思い 活動できるのです。それが ルードヴィッヒ・グッドマン卿 という パラリンピック創始者の 願いでした。「ＷＥ　ＴＨＥ　１５」を通して グッドマンのレガシーを さらに高めたい。グローバルなムーブメントを通し アクセスを可能にし キャンペーンを展開したいと 思っています。今週、こう言いました。障がいを持つ人は 認められるために すごいことをしなくても いいはずだと。スポーツで、扉は開かれました。今度は、私たち一人一人が 私たちを分断する障壁を 打ち壊すときです。
—アンドリュー・パーソンズ、東京パラリンピック閉会式のスピーチにて。NHK総合字幕より、原文ママ。Eテレとは若干差異はあるも同義。
東京パラリンピックを中継するテレビ放送を通して放映されたキャンペーンCMでは、障害のある人を「特別な存在」または「感動的な存在」としてではなく、障害を持たない人々、いわゆる健常者と同じ課題を抱えた普通の人々とした上で、無視するのではなく、受け入れるべき存在として紹介している。

## 設立組織
- 障害者スポーツ団体
  - 国際パラリンピック委員会
  - スペシャルオリンピックス
  - デフリンピック
  - インヴィクタスゲーム（英語版）
  - 国際ろう者スポーツ委員会
- 運動およびイノベーション組織
  - 国際障害同盟（英語版）
  - 国際障害・開発コンソーシアム（英語版）
  - Zero Project（英語版）
  - ATscale
  - CTalent
  - The Valuable 500（英語版）
- 国際機関
  - 欧州委員会
  - 国際連合教育科学文化機関（UNESCO）
  - 国際連合人権高等弁務官事務所
  - 国際連合人権理事会
  - グローバル・ゴール・アドバイザリー
  - 国連SDGsアクションキャンペーン
  - 国連文明の同盟

### 協賛・支援・協力・賛同
- 国際スポーツ団体
  - 国際オリンピック委員会[23]
    - 東京オリンピック・パラリンピック競技大会組織委員会[11]

  - 国際馬術連盟[24]
- 著名人
  - ヘンリー王子[8]
  - デビッド・ベッカム[8]
  - オプラ・ウィンフリー[8]
- 東京パラリンピックスポンサー（パートナー及びサポーター）[25]
  - コカ・コーラ（日本コカ・コーラ）[26][27]
  - P&G[28] など
- オフィシャルパラリンピックブロードキャスター[29]
  - 日本放送協会（NHK）[30][20][21][29]

- その他多国籍企業
  - シュローダー[31]
  - Twitter（現: X）

ツイートやプロフィールに「#WeThe15」と入力すると、キャンペーンのロゴマークである15%を示した紫の円グラフのアイコンが付記された。